# 101B busz (Budapest)
A budapesti 101B jelzésű autóbusz a Kelenföld vasútállomás és a Rózsakert utca / Minta utca között közlekedik. A vonalat az ArrivaBus üzemelteti.

## Története
2016. június 6-án a 101-es busz a 101E jelzést kapta, illetve 101B jelzéssel elindult betétjárata Kelenföld vasútállomás és Budatétényi sorompó között, a Baross Gábor-telepen hurokjáratban.
2019. augusztus 24-étől a Budatétényi sorompó megállóhely a Rózsakert utca / Minta utca nevet viseli a sorompó megszűnése miatt.
2020. április 1-jén a koronavírus-járvány miatt bevezették a szombati menetrendet, ezért a vonalon a forgalom szünetelt. Az intézkedést a zsúfoltság miatt már másnap visszavonták, így április 6-ától újra a tanszüneti menetrend van érvényben, a szünetelő járatok is újraindultak.

## Útvonala
| Rózsakert utca / Minta utca felé |
| Kelenföld vasútállomás M vá. – Zelk Zoltán út – Péterhegyi út – Egér út – Balatoni út – Szabadkai utca – Csiperke utca – Klauzál Gábor utca – Bíbic utca – Terv utca – VII. utca – Dózsa György út – Minta utca – Rózsakert utca – Rózsakert utca / Minta utca mh. |
| Kelenföld vasútállomás felé |
| Rózsakert utca / Minta utca mh. – Rózsakert utca – Terv utca – Bíbic utca – Klauzál Gábor utca – Csiperke utca – Szabadkai utca – Balatoni út – Egér út – Péterhegyi út – Zelk Zoltán út – Kelenföld vasútállomás M vá.                                            |

## Megállóhelyei
Az átszállási kapcsolatok között a Budatétény vasútállomás (Campona)-ig közlekedő 101E busz nincsen feltüntetve.
| 0  | Kelenföld vasútállomás M végállomás | 41 | 1, 19, 49 8E, 40, 40B, 40E, 53, 58, 87, 87A, 88, 88A, 108E, 141, 150, 150B, 153, 154, 172, 173, 187, 188, 188E, 250, 250B, 251, 251A, 251E, 272 689, 691, 710, 712, 715, 720, 722, 724, 725, 727, 731, 732, 734, 735, 736, 760, 762, 763, 764, 767, 770, 774, 775, 778, 779, 798, 799 S10 G10 S12 S30 Z30 S34 S35 S36 S40 G40 Z40 S42 Z42 G43 G44 IC, EC, EN, sebesvonat, gyorsvonat, expresszvonat, |
| 7  | Antalháza                           | 32 | 141 710, 712, 720, 722 |
| 9  | Budatétény, benzinkút               | 31 | 58, 141, 150, 150B, 158 710, 712, 720, 722 |
| 10 | Memento Park                        | 30 | 150, 150B 710, 712, 720, 722 |
| 11 | Brassói utca                        | 28 | 150, 150B |
| 12 | Aradi utca                          | 28 | 150, 150B |
| 13 | Nyél utca                           | 27 | 150, 150B |
| 14 | Bíbic utca                          | 26 | 150, 150B |
| 15 | Gyula vezér út                      | 25 | |
| 16 | Terv utca                           | 24 | 114 |
| 17 | Szent László utca                   | ∫  | 114, 213, 214, 287 |
| 18 | Tátra utca                          | ∫  | 114 |
| 19 | I. utca                             | ∫  | 114 |
| ∫  | Rákóczi út                          | 23 | 114 |
| ∫  | Tűzliliom utca                      | 22 | 114 |
| 21 | Rózsakert utca / Minta utca         | 21 | 13, 88, 113, 113A, 114, 213, 214, 287 |